# موتور رلوکتانسی

ساختار یک‌نوع موتور رلوکتانسی با سه فاز کنترل

موتور رلوکتانسی نوعی از موتورهای الکتریکی سنکرون است. همچنین به این نوع موتور، موتور مقاومت مغناطیسی نیز می‌گویند.

## ساختمان موتور
این موتور هم در روتور و هم در استاتور دارای برجستگی (قطب‌های برجسته) است. موتور رلوکتانسی دارای هسته آهنربای غیردائم است. همچنین قسمت روتور آن معمولاً سیم پیچی ندارد و از مواد فرومغناطیس ساخته شده‌است.
این ماشین به شرطی گشتاور غیر صفر ایجاد می‌کند که در جهت عقربه‌های ساعت یا خلاف آن با سرعت زاویه‌ای جریان بچرخد.

گشتاور در این موتور تابعی از sin ۲ {\displaystyle \delta } است که {\displaystyle \delta } وضعیت روتور در لحظه اولیه راه اندازی است .

## گشتاور راه انداز
به‌طور معمول این نوع موتورها دارای گشتاور راه اندازی نیستند. بلکه با قرار دادن یک سیم پیچ بر روی روتور برای موتور از طریق القا گشتاور راه اندازی تولید می‌شود و به محض آن که به سرعت روتور به نزدیک سرعت سنکرون رسید، روتور با سرعت ثابت سنکرونی به ادامه گردش خود می‌پردازد.

موتور رلوکتانسی متغیر با سه فاز کنترل(SRM). این انیمیشن تغییرات میدان مغناطیسی و روند خطوط میدان مغناطیسی را به دلیل فازهای کنترل روی استاتور نشان می‌دهد.

## انواع موتور رلوکتانسی
دو نوع موتور رلوکتانسی وجود دارد، موتورهای رلوکتانسی سوئیچ (SRM) و موتورهای رلوکتانسی سنکرون (SynRM). موتورهای رلوکتانسی سوئیچینگ دارای سیم پیچ متمرکز هستند، در حالی که موتورهای رلوکتانسی سنکرون دارای سیم پیچ های توزیع شده هستند. در مقایسه با موتور رلوکتانسی سوئیچ، موتور رلوکتانسی سنکرون دارای موج گشتاور کمتری است و بنابراین در کار بی صداتر است. علاوه بر این، موتورهای رلوکتانسی سنکرون بازده بالاتری نسبت به موتورهای رلوکتانسی سوئیچ دار دارند. این به این دلیل است که موتور رلوکتانسی سوئیچ شده به جریان فاز بالاتر نیاز دارد و چگالی شار مغناطیسی در موتورهای رلوکتانسی سنکرون کمتر است.